# Baltimore Ravens
Baltimore Ravens je profesionalna momčad američkog nogometa iz Baltimorea u Marylandu. Trenutno igraju u sjevernoj diviziji AFC konferencije. Jedna su od najmlađih momčadi u ligi, osnovana 1996. Unatoč tome što postoje tek 18 sezona, već imaju osvojena dva Super Bowla te četiri divizijske titule. Ravensi svoje domaće utakmice igraju na M&T Bank Stadiumu u Baltimoreu.

## Povijest kluba

### Osnivanje kluba
Baltimore je imao NFL momčad i prije osnivanja Ravensa. Bili su to Coltsi, koji su igrali u Baltimoreu od 1953. do 1983., kada je momčad preseljena u Indianapolis. Unatoč tome, Baltimore je i dalje ostao zainteresiran za NFL momčad. Ispočetka je postojala opcija dolaska Los Angeles Ramsa u Baltimore, ali su Ramsi na kraju otišli u St. Louis. Također je propao i dolazak Tampa Bay Buccaneersa 1995.
Baltimore je na kraju dobio NFL momčad na pomalo bizaran način - Brownsi iz Clevelanda preselili su se u Baltimore, ali prava na ime, povijest i arhivu ostali su u Clevelandu. To je značilo da je Baltimore dobio njihove igrače i trenersko osoblje, a Cleveland je privremeno ostao bez NFL momčadi (samo do 1999. kada je tamo osnovana nova momčad s novim igračima, ali pod starim imenom Cleveland Browns).

### Prve sezone
Prvu sezonu Ravensi su završili omjerom 4-12. Te sezone su igrali u centralnoj diviziji AFC konferencije, gdje su im protivnici bili Pittsburgh Steelersi, Jacksonville Jaguarsi, Cincinnati Bengalsi i Houston Oilersi (danas Tennessee Titansi). Ravensi su 1996. na draftu među ostalima izabrali linebackera Raya Lewisa, koji je postao vođa i lice momčadi Ravensa i jedan od najpopularnijih igrača footballa u zadnjih 20-ak godina. Iako su im prve tri sezone završile gubitničkim omjerom, Ravensi su ipak postajali sve bolji i bolji. 1999. dobili su novog trenera Briana Billicka, te su sezonu završili omjerom 8-8. 

### Prvi Super Bowl (2000.)
Sezona 2000. je bila povijesna za Baltimore Ravense. Te sezone imali su najbolju obranu u cijeloj ligi (primili su samo 165 poena u 16 utakmica regularnog dijela sezone), te ušli u playoff omjerom 12-4.
Obrana je nastavila izvanrednim igrama i u playoffu, gdje su u četiri utakmice primili samo 23 poena. Tu su pobijeđivali redom Denver, Tennessee i Oakland i na kraju New York Giantse u Super Bowlu, rezultatom 34:7. U idućih 11 sezona, Ravensi su tri puta osvajali diviziju i ušli u playoff ukupno 7 puta.

### Drugi Super Bowl (2012.)
Ravensi su 2012. ponovili svoj uspjeh iz 2000. Osvojili su diviziju omjerom 10-6 i plasirali se u playoff. Prva prepreka bili su im Indianapolis Coltsi predvođeni rookie quarterbackom Andrewom Luckom. Ravensi su utakmicu dobili 24:9, kao i iduću protiv Denver Broncosa, 38:35. Konferencijsko finale donijelo im je reprizu od prošle godine i New England Patriotse. Ravensi su se ovaj put osvetili za prošlogodišnji poraz te pobjedom od 28:13 ušli u Super Bowl gdje su ih čekali San Francisco 49ersi.  Baltimore je pred više od 71.000 gledatelja na stadionu u New Orleansu uspio zadržati veliko vodstvo iz početka treće četvrtine (28:6) i na kraju pobijediti rezultatom 34:31. Quarterback Ravensa Joe Flacco je bio proglašen za MVP-a utakmice, a to je ujedno bila i posljednja utakmica Raya Lewisa za Ravense. Taj Super Bowl je postao poznat po nadimku "Harbaugh Bowl", pošto su treneri oba kluba bili braća Jim (San Francisco) i John (Baltimore) Harbaugh.

## Učinak po sezonama od 2008.
| Sezona | Liga | Konferencija | Divizija | Regularni dio sezone | Regularni dio sezone | Regularni dio sezone | Regularni dio sezone | Uspjeh u doigravanju              |
| Sezona | Liga | Konferencija | Divizija | Poz.                 | Pob.                 | Por.                 | Ner.                 | Uspjeh u doigravanju              |
| ------ | ---- | ------------ | -------- | -------------------- | -------------------- | -------------------- | -------------------- | --------------------------------- |
| 2008.  | NFL  | AFC          | Sjever   | 2.                   | 11                   | 5                    | 0                    | poraženi u konferencijskom finalu |
| 2009.  | NFL  | AFC          | Sjever   | 2.                   | 9                    | 7                    | 0                    | poraženi u divizijskoj rundi      |
| 2010.  | NFL  | AFC          | Sjever   | 2.                   | 12                   | 4                    | 0                    | poraženi u divizijskoj rundi      |
| 2011.  | NFL  | AFC          | Sjever   | 1.                   | 12                   | 4                    | 0                    | poraženi u konferencijskom finalu |
| 2012.  | NFL  | AFC          | Sjever   | 1.                   | 10                   | 6                    | 0                    | osvojili Super Bowl XLVII         |
| 2013.  | NFL  | AFC          | Sjever   | 3.                   | 8                    | 8                    | 0                    |                                   |
| 2014.  | NFL  | AFC          | Sjever   | 3.                   | 10                   | 6                    | 0                    | poraženi u divizijskoj rundi      |
| 2015.  | NFL  | AFC          | Sjever   | 3.                   | 5                    | 11                   | 0                    |                                   |
| 2016.  | NFL  | AFC          | Sjever   | 2.                   | 8                    | 8                    | 0                    |                                   |
| 2017.  | NFL  | AFC          | Sjever   | 2.                   | 9                    | 7                    | 0                    |                                   |
| 2018.  | NFL  | AFC          | Sjever   | 1.                   | 10                   | 6                    | 0                    | poraženi u wild-card rundi        |

### Članovi Kuće slavnih NFL-a
- Jonathan Ogden (u klubu od 1996. – 2007.)
- Rod Woodson (1998. – 2001.)
- Shannon Sharpe (2000. – 2001.)
- Deion Sanders (2004. – 2005.)